# Úrsula Suárez
Úrsula Suárez y Escobar, más conocida como Sor Úrsula Suárez (Santiago, 1666-1749), fue una monja y unas de las primeras escritoras del período colonial chileno adscrita al discurso confesional de religiosas indianas presente en los claustros de Sudamérica entre los siglos XVII y XIX. Fue abadesa del monasterio de Santa Clara de la Victoria en Santiago, y cultivó el género autobiográfico.
Escribió una obra intitulada Relación de las singulares misericordias que ha usado el Señor con una religiosa, indigna esposa suya. Esta escritura habitual entre las monjas, era un medio de guiar el camino de las protegidas, en especial a aquellas que tenían revelaciones místicas.